# Церковь Михаила Архангела (Починки)
Церковь Михаила Архангела (Архангельская церковь) — храм Русской православной церкви в селе Починки в городском округе Ступино Московской области.
Адрес: Московская область, Ступинский район, село Починки, ул. Пятницкая, 14.

## История
Начиная с 1646 года в деревне стояли, сменяя друг друга из-за ветхости или пожаров, деревянные храмы. Только спустя почти два столетия, в 1842 году стараниями местного крестьянина Афанасия Иосифова на месте сгоревшего деревянного был построен каменный (из кирпича) однокупольный храм в стиле ампир с трапезной и колокольней в честь Архистратига Божия Михаила с приделами мученицы Параскевы и святителей Афанасия и Кирилла Александрийских. Архитектурно здание церкви представляло собой бесстолпный четверик с боковыми портиками, завершенный массивным парапетом и увенчанный купольной ротондой.
К началу 1870-х годов из-за бедности прихожан храм стал постепенно приходить в ветхость. По свидетельству тех лет: «Иконостас и стены храма местами так сильно потрескались, что как бы грозили совершенным падением, а иконостасная и стенная живопись от давности и сырости лишь сохраняли малые следы своего назначения, в особенности в нижней части иконостаса». Богородский купец Михаил Фёдорович Перемётов на свои средства полностью его отремонтировал. В 1900—1902 годах тщанием крестьянина Починок — Василия Перелетова, был отремонтирован иконостас, возобновлена роспись храма, сооружены новые купола с вызолоченными крестами. В 1906 году вокруг храма была построена ограда, от которой до настоящего времени сохранились Святые ворота.
Пережив Октябрьскую революцию, храм был закрыт в 1938 году во времена советского гонения на церковь. Последний его настоятель — священномученик Димитрий (Розанов) был арестован в 1937 году и расстрелян 25 ноября этого же года на полигоне Бутово под Москвой. Здание церкви было заброшено и находилось в запустении, придя в руинированное состояние. В 2002 году, после распада СССР, сильно разрушенное здание храма было передано церкви, и началось его восстановление. Летом 2010 года в храме была совершена первая божественная литургия.
Настоятелем церкви Михаила Архангела с 3 ноября 2015 года является священник Алексий Анатольевич Осипов.